# Chi Herculis
Désignations
Chi Herculis (en abrégé χ Her) est une étoile de type solaire de la constellation boréale d'Hercule. Elle est visible à l'œil nu avec une magnitude apparente de 4,62. L'étoile présente une parallaxe annuelle de 62,90 mas mesurée par le satellite Gaia, ce qui permet d'en déduire qu'elle est distante de ∼ 51,9 a.l. (∼ 15,9 pc) de la Terre. Elle possède un mouvement propre relativement élevé, montrant un mouvement transversal de 0,769 seconde d'arc par an, et elle se rapproche du Système solaire à une vitesse radiale de −56 km/s.
Chi Herculis est une étoile binaire suspectée pour laquelle des éléments orbitaux ont même été publiés, donnant une orbite circulaire avec une période de 51,3 jours. Cependant, d'autres sources ne confirment pas cette binarité, qui reste donc incertaine. Sa composante visible est une naine jaune de type spectral G0V Fe-0,8 CH-0,5, avec la notation du suffixe qui indique que des sous-abondances en fer et en molécule CH sont visibles dans le spectre. L'activité magnétique de l'étoile est nettement plus basse que l'activité typique observée chez les autres étoiles, et elle est donc considérée comme un bon candidat pour être dans une phase de minimum de Maunder.
Chi Herculis est une étoile plus vieille que le Soleil, dont l'âge est estimé à 7,4 milliards d'années et elle tourne sur elle-même à une vitesse de rotation projetée de 2,4 km/s. Elle est légèrement plus massive que le Soleil et son rayon est 1,7 fois plus grand que le rayon solaire. L'étoile est 3,24 fois plus lumineuse que le Soleil et sa température de surface est de 5 837 K. Chi Herculis a été étudiée afin de déterminer l'existence d'un excès d'infrarouge qui indiquerait la présence d'un disque de débris en orbite, mais aucun excès n'a été détecté. Sa faible métallicité ainsi que sa vitesse relativement élevée de 80 km/s suggèrent que l'étoile est une visiteuse originaire d'une autre région de la Voie lactée, et qu'elle ne fait que traverser le voisinage solaire.